# Stazione di Milano Bruzzano Parco Nord
La stazione di Milano Bruzzano Parco Nord è una fermata ferroviaria posta sulla linea Milano-Asso. Serve la località di Bruzzano, quartiere periferico di Milano.
È gestita da Ferrovienord.

## Storia
Fu attivata il 25 ottobre 2014, in sostituzione del precedente impianto, posto a 350 metri di distanza in direzione sud.
Il 1º giugno 2024 fu aperta la nuova linea locale, a binario semplice, tra le stazioni di Milano Affori e di Cormano-Cusano Milanino.

## Strutture e impianti
La fermata è costituita da due torri collegate da una passerella che serve le due banchine destinate al servizio viaggiatori. Le due torri consentono l'accesso sia dal quartiere di Bruzzano, su via Pescara, sia dal Parco Nord Milano.
Inizialmente il piazzale era composto dai soli due binari di corsa con predisposizione per il terzo binario che è stato aperto al servizio pubblico assieme alla nuova linea locale tra Affori e Cusano Milanino.

## Movimento
La fermata è servita dai treni delle linee S2 ed S4 del servizio ferroviario suburbano di Milano, entrambe cadenzate a frequenza semioraria. I treni regionali verso Erba e Asso, a più lunga percorrenza, saltano invece l'impianto.
Dal 10 giugno 2024, la stazione venne servita anche dalla linea S12 (Melegnano - Milano - Cormano - Cusano), con undici coppie per giorno feriale, di cui una limitata a Milano Rogoredo. Dal 15 dicembre 2024, con l'introduzione dell'orario invernale, tale linea è stata limitata a Milano Bovisa Politecnico.

## Servizi
- Biglietteria automatica
- Sala d'attesa

## Interscambi
- Fermata autobus